# Aérofrein
Ne doit pas être confondu avec Aérofreinage.
Les aérofreins sont des commandes de vol d'un aéronef permettant d'augmenter la traînée pour diminuer la vitesse, en particulier lors d'une descente rapide et après l'atterrissage. Sur les planeurs (et la navette spatiale), ils permettent en outre de contrôler l'angle d'approche, puisqu'il n'y a pas de manette des gaz.
Les aérofreins situés sur l'aile modifient la circulation de l'air autour de celle-ci, affectant ainsi la répartition de portance de l'avion :
- situés à l'extrados (le plus souvent), les aérofreins diminuent localement la portance. L'incidence de l'avion est alors augmentée par action sur la commande de profondeur, de sorte que sa portance globale reste inchangée, mais la traînée induite augmente. L'efficacité des aérofreins en est renforcée, mais la vitesse de décrochage augmente. C'est le cas de la plupart des avions de ligne, qui utilisent des spoilers agissant comme aérofreins mais aussi comme destructeurs de portance, en tant que gouverne de gauchissement complémentaire des ailerons, par braquage dissymétrique, ou pour diminuer l'effet des turbulences ;

- situés à l'intrados (souvent en complément des aérofreins d'extrados), ou en volets de bord de fuite, les aérofreins peuvent au contraire augmenter la portance locale ou ne pas avoir d'effet sur elle ;

- les aérofreins sont parfois également situés sur le fuselage (avions de chasse) ou sur la dérive (navette spatiale).

En course automobile, on peut retrouver ce système sur quelques voitures comme la Mercedes SLR, la Bugatti Veyron, la McLaren F1 ou encore la McLaren MP4-12C.

## Types d'aérofreins existants

### Les aérofreins de fuselage
Ce type de freinage se retrouve surtout sur les avions de chasse. L'Eurofighter Typhoon, le Super-Étendard ou encore le F-15 Eagle en sont équipés.

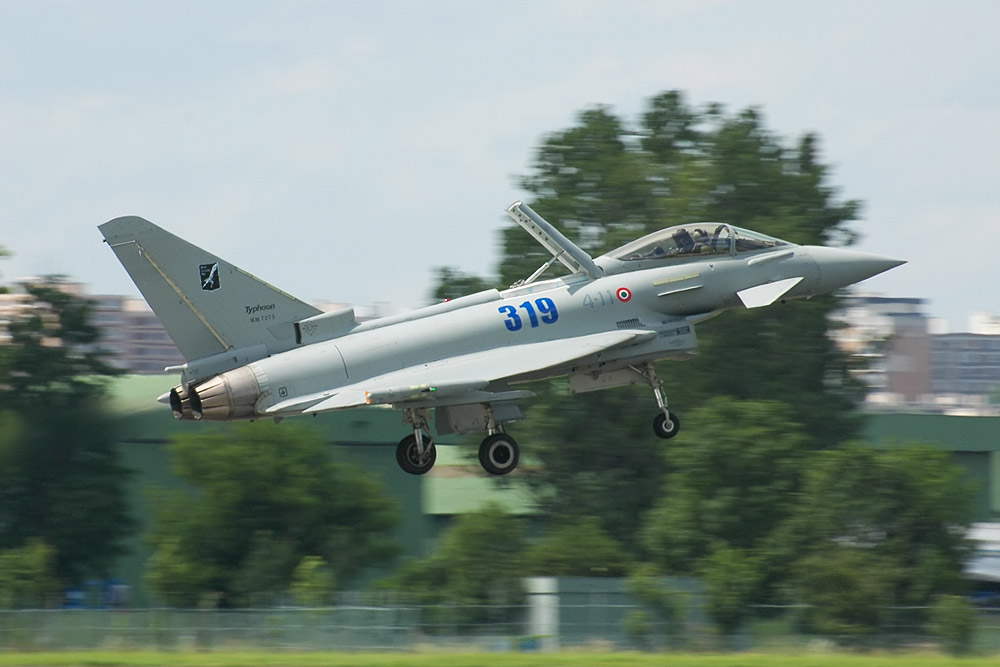
Eurofighter Typhoon à l'atterrissage, aérofrein sorti
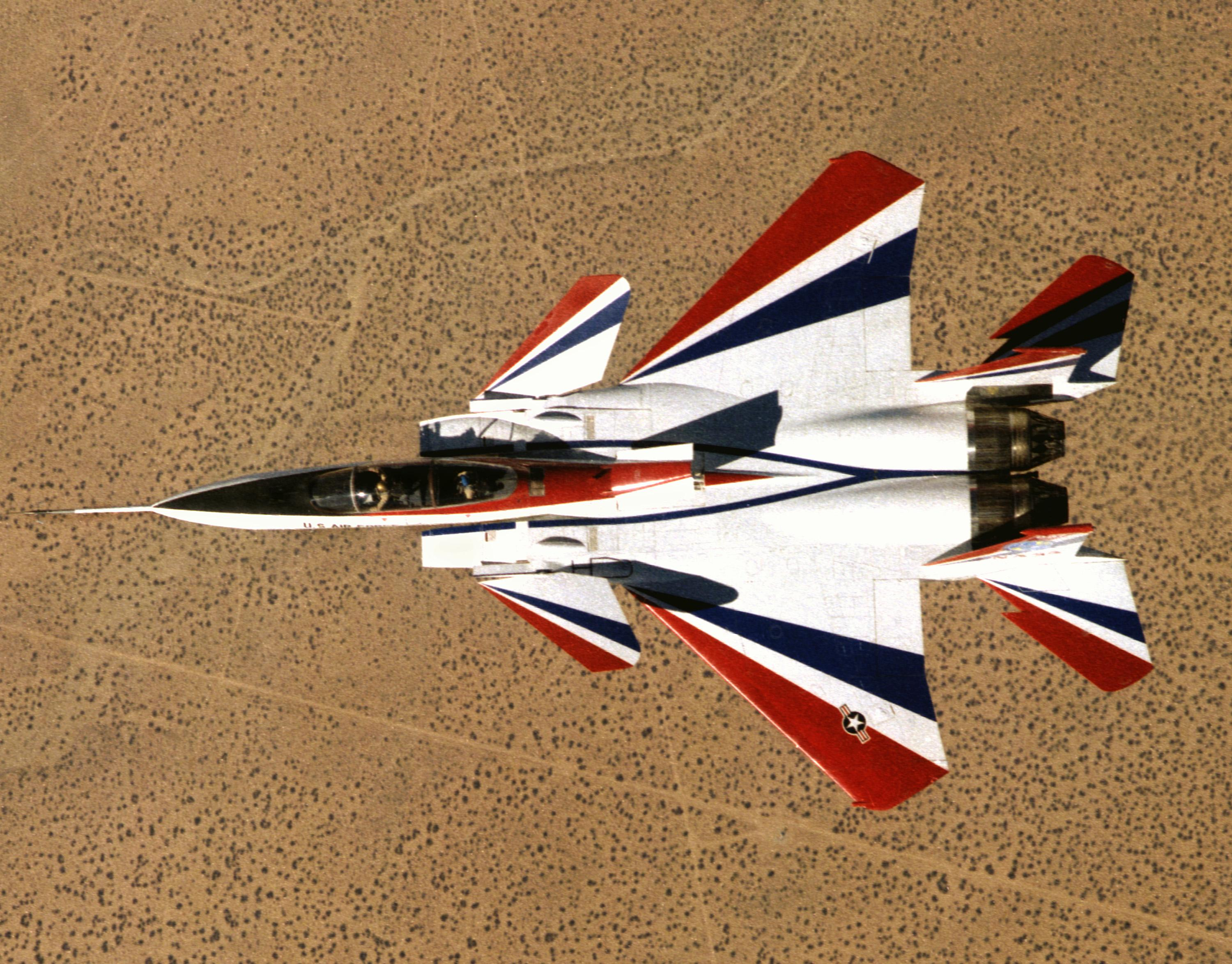
F-15 STOL/MTD (version expérimentale produite par la NASA) vu de haut, aérofrein sorti

### Les aérofreins du cône de queue
Les aérofreins de queue se situent souvent sur le fuselage, autour de la tuyère pour les avions de chasse, ou autour du groupe auxiliaire de puissance pour les avions de ligne. La position de ces aérofreins limite les perturbations de l'écoulement de l'air autour de l'appareil. Ils sont utilisés notamment sur le BAe 146, le Fokker F70 ou le Blackburn Buccaneer.
Sur le Buccaneer, leur emplacement permettait de conserver un régime moteur élevé, nécessaire à l'alimentation du système de soufflage des volets présent dans les ailes de l'avion, qui augmentait la portance créée en particulier lors des évolutions à basse vitesse. Le régime moteur étant alors encore élevé, ils produisaient une poussée importante, qui ne permettait pas de maintenir une vitesse faible. Ceci qui explique pourquoi les aérofreins avaient été placés dans le flux des turboréacteurs : pour le dévier et réduire la poussée produite.

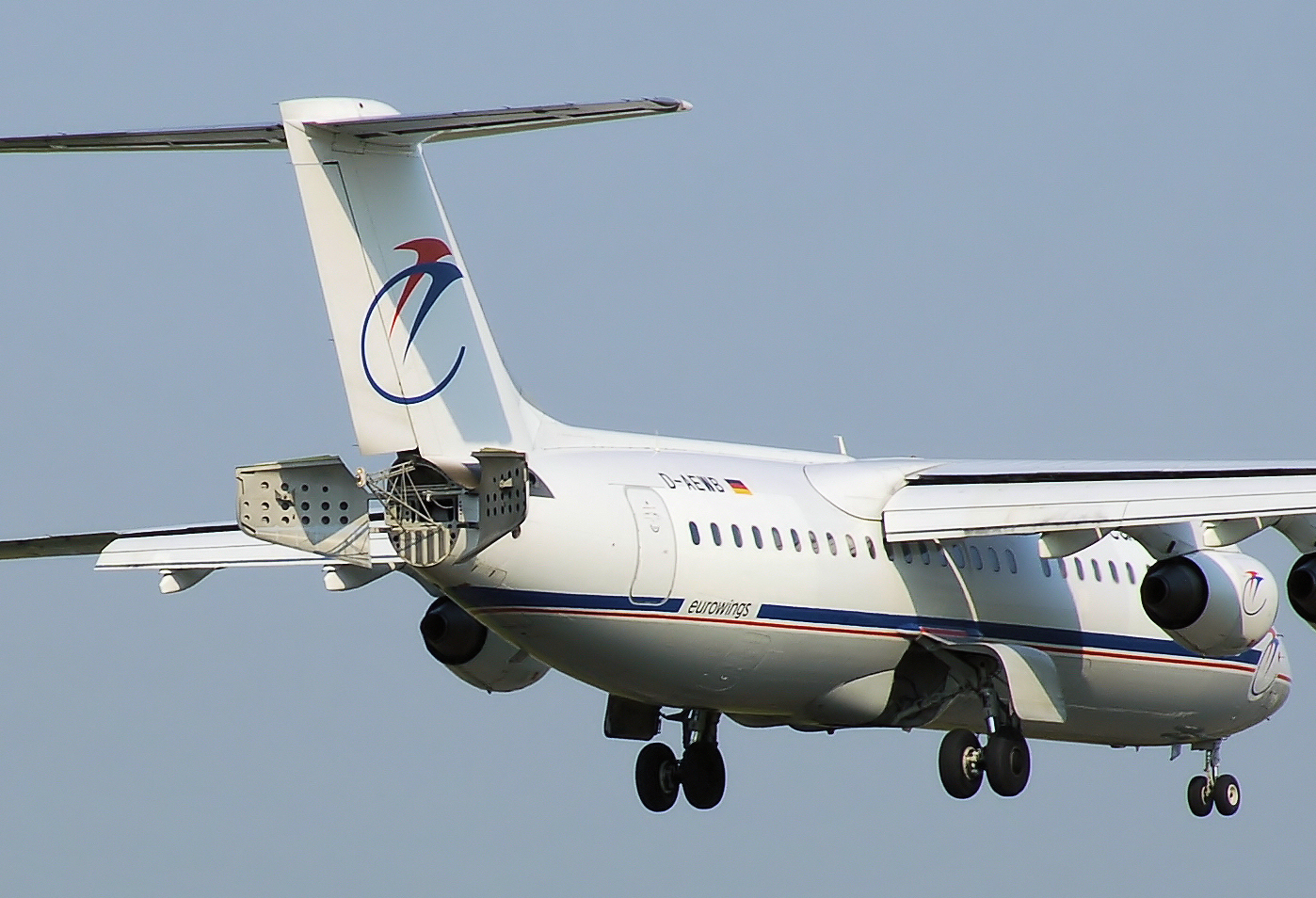
Aérofreins sur le cône de queue d'un BAe 146-300.
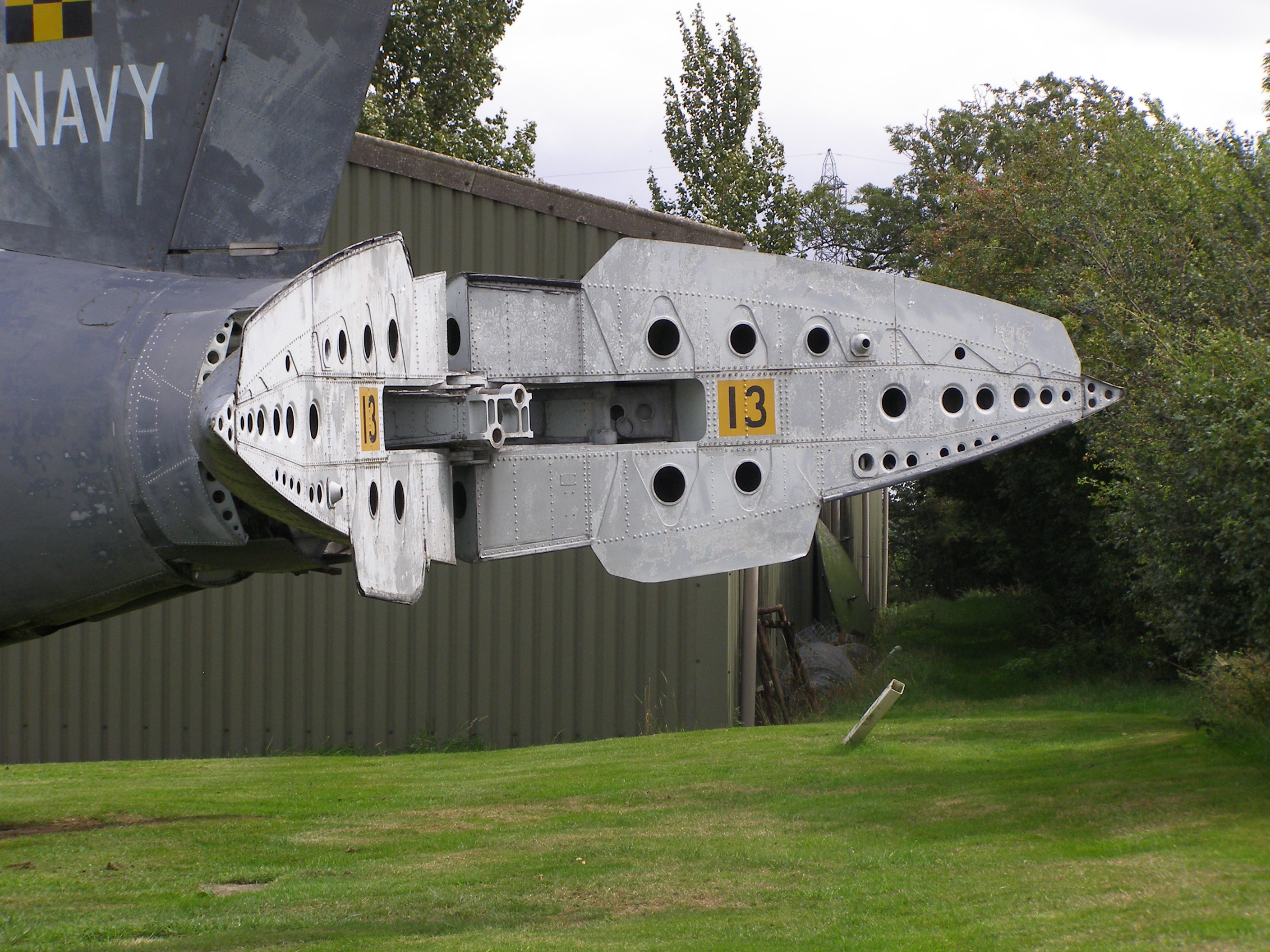
Aérofrein de queue sur un Buccaneer.

### Les aérofreins de voilure
Ils se situent sur l'extrados, mais aussi parfois sous l'intrados de l'aile. Ils sont les plus courants. Ils sont souvent percés afin de maximiser la traînée. Sur les avions de ligne, ce sont souvent des spoilers, qui assurent en plus une fonction de gauchissement différentiel.
Les aérofreins situés sur l'aile modifient la circulation de l'air autour de celle-ci, affectant ainsi la répartition de portance de l'avion :
- situés à l'extrados (le plus souvent), les aérofreins diminuent localement la portance. L'incidence de l'avion est alors augmentée par action sur la commande de profondeur, de sorte que sa portance globale reste inchangée, mais la traînée induite augmente. L'efficacité des aérofreins en est renforcée, mais la vitesse de décrochage augmente ;
- situés à l'intrados (souvent en complément des aérofreins d'extrados), ou en volets de bord de fuite, les aérofreins peuvent au contraire augmenter la portance locale ou ne pas avoir d'effet sur elle.

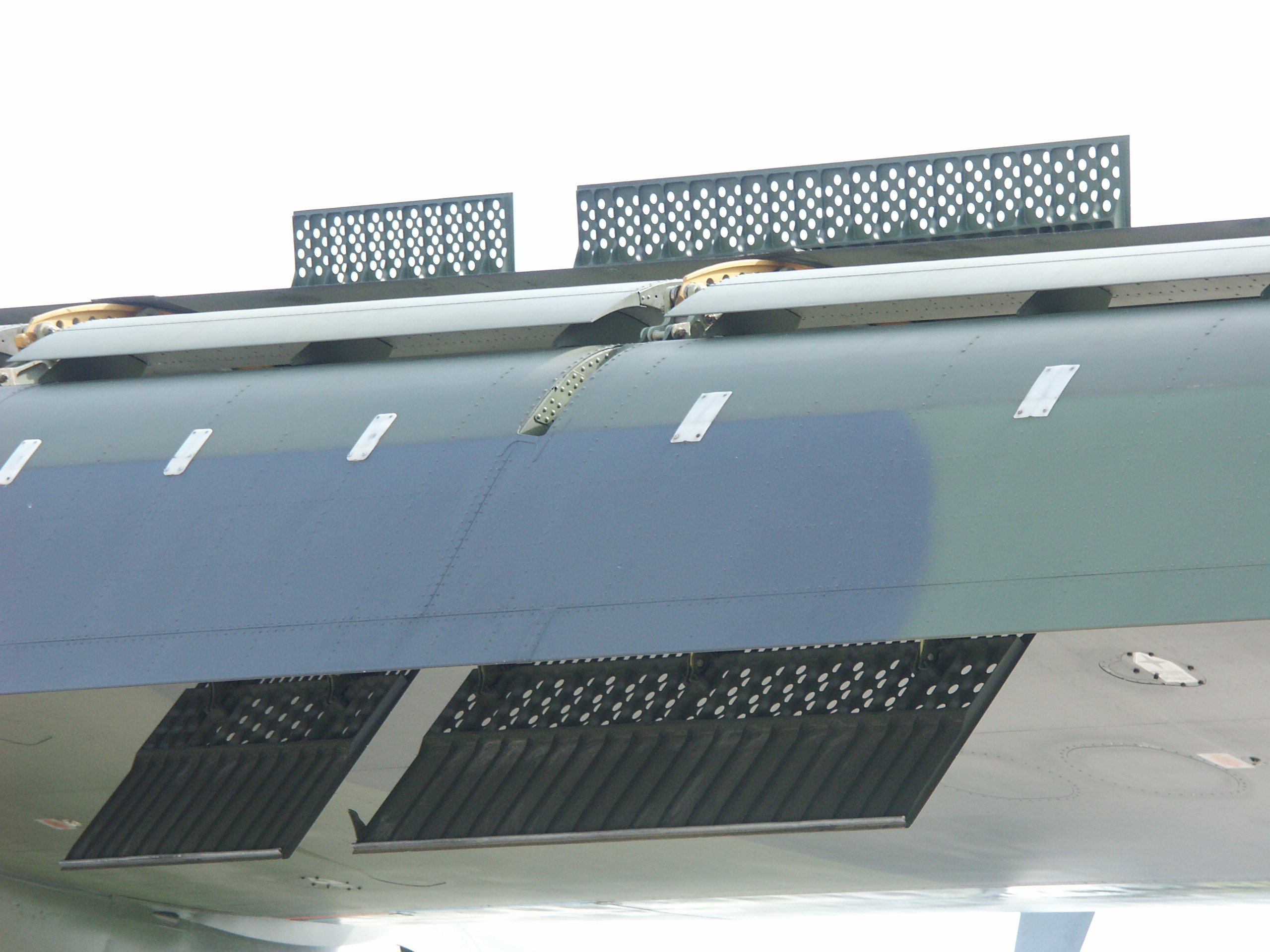
Aérofreins du C-160 Transall
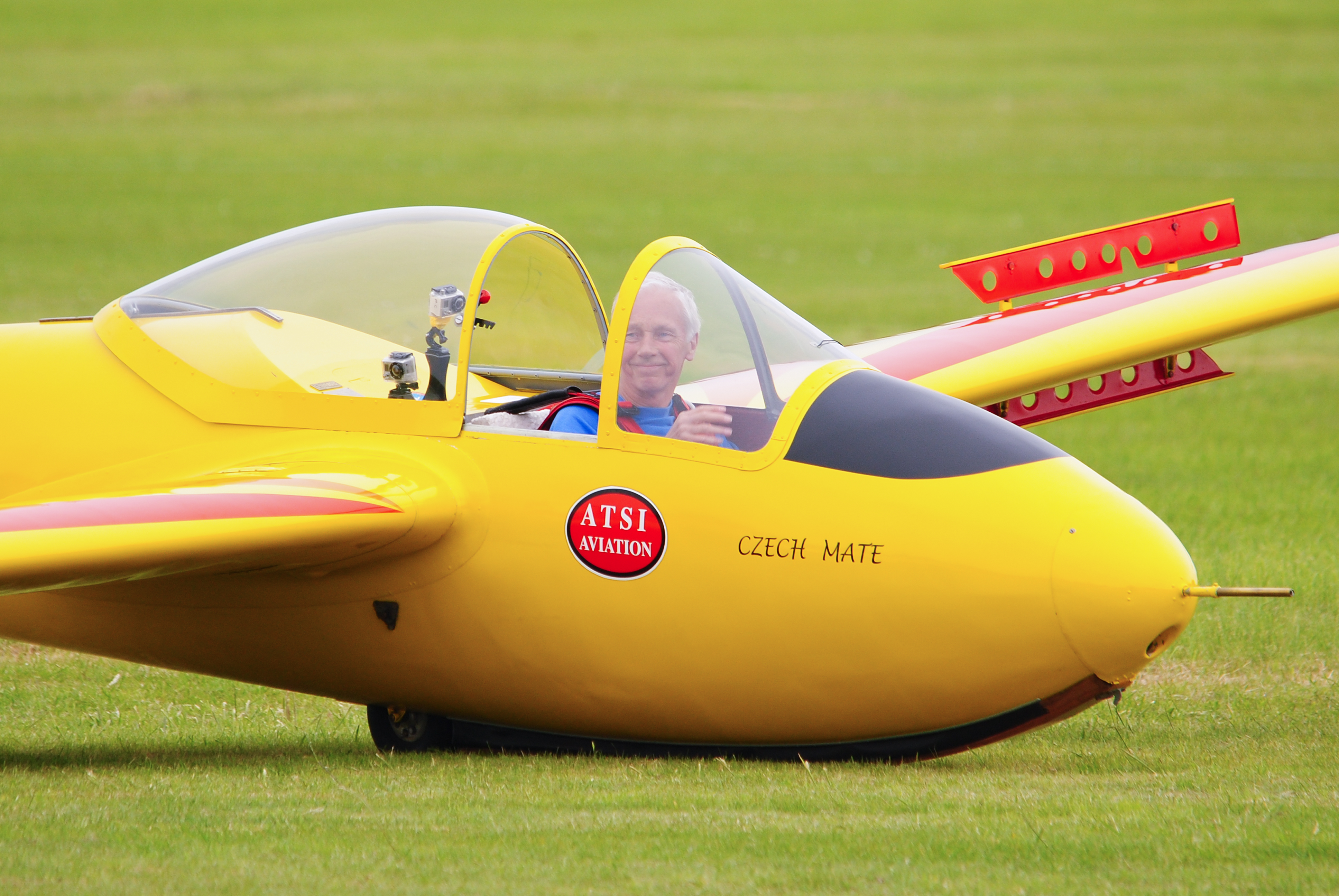
Aérofreins à double effet sur un Letov LF-107 Luňák

### Le parachute de queue
Il a été employé de la navette spatiale au planeur. Ce système de freinage permet une très brusque décélération due à la grande surface déployée. Il a donc majoritairement été utilisé pour les avions de chasse (entre autres Dassault Mirage IV, Typhoon F2), qui doivent atterrir à des vitesses particulièrement élevées sur des pistes parfois assez courtes. Les navettes spatiales utilisaient aussi ce type de freinage lors de leur atterrissage.
Parmi les avions de ligne équipés, on peut citer la Caravelle ou les versions d'essai du Concorde. Par la suite, l'apparition des inverseurs de poussée et les progrès réalisés sur les freins de roues ont progressivement fait disparaître les parachutes de queue, trop contraignants à mettre en œuvre.

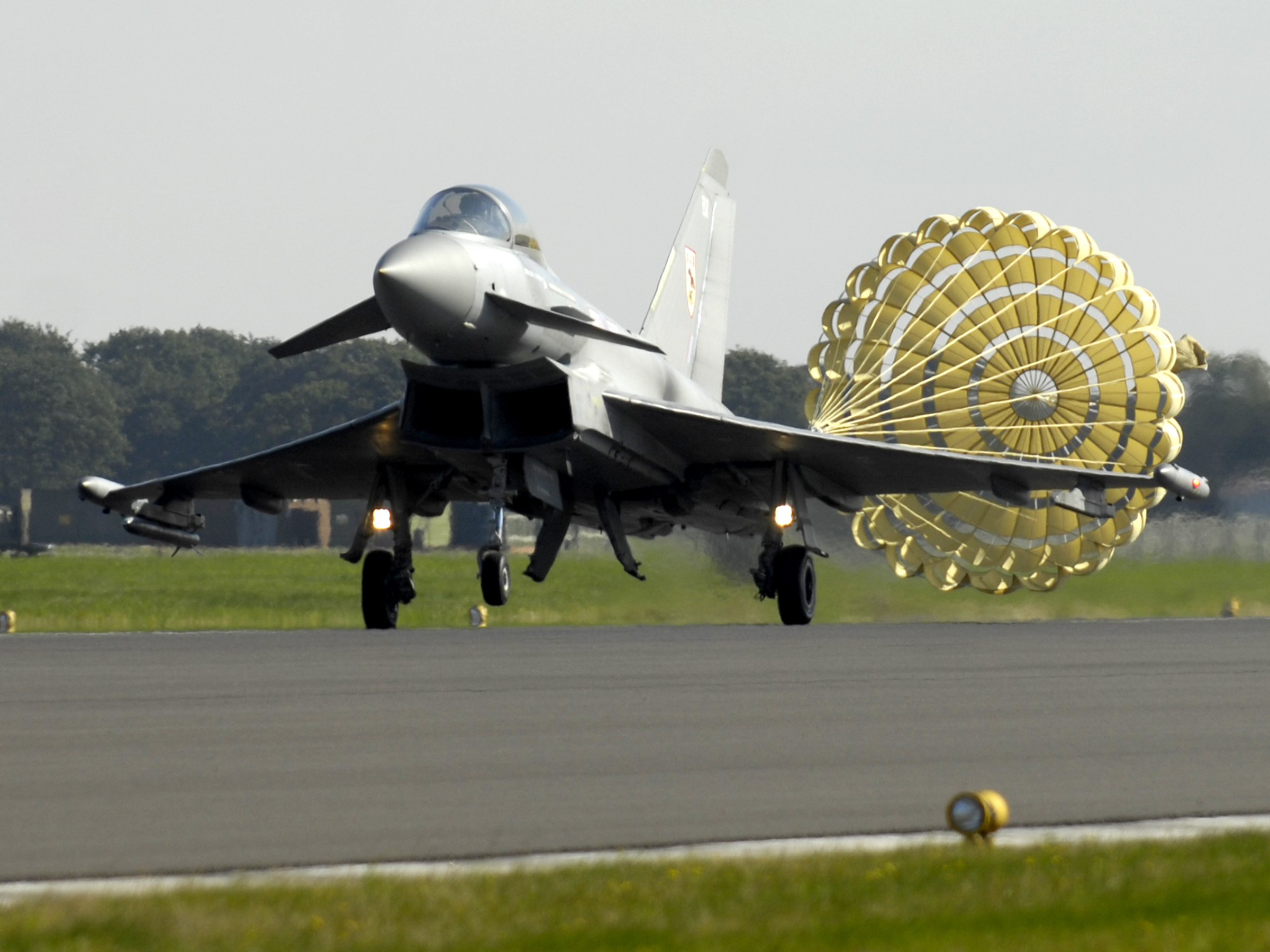
Parachute de freinage d'un Typhoon F2 Fighter
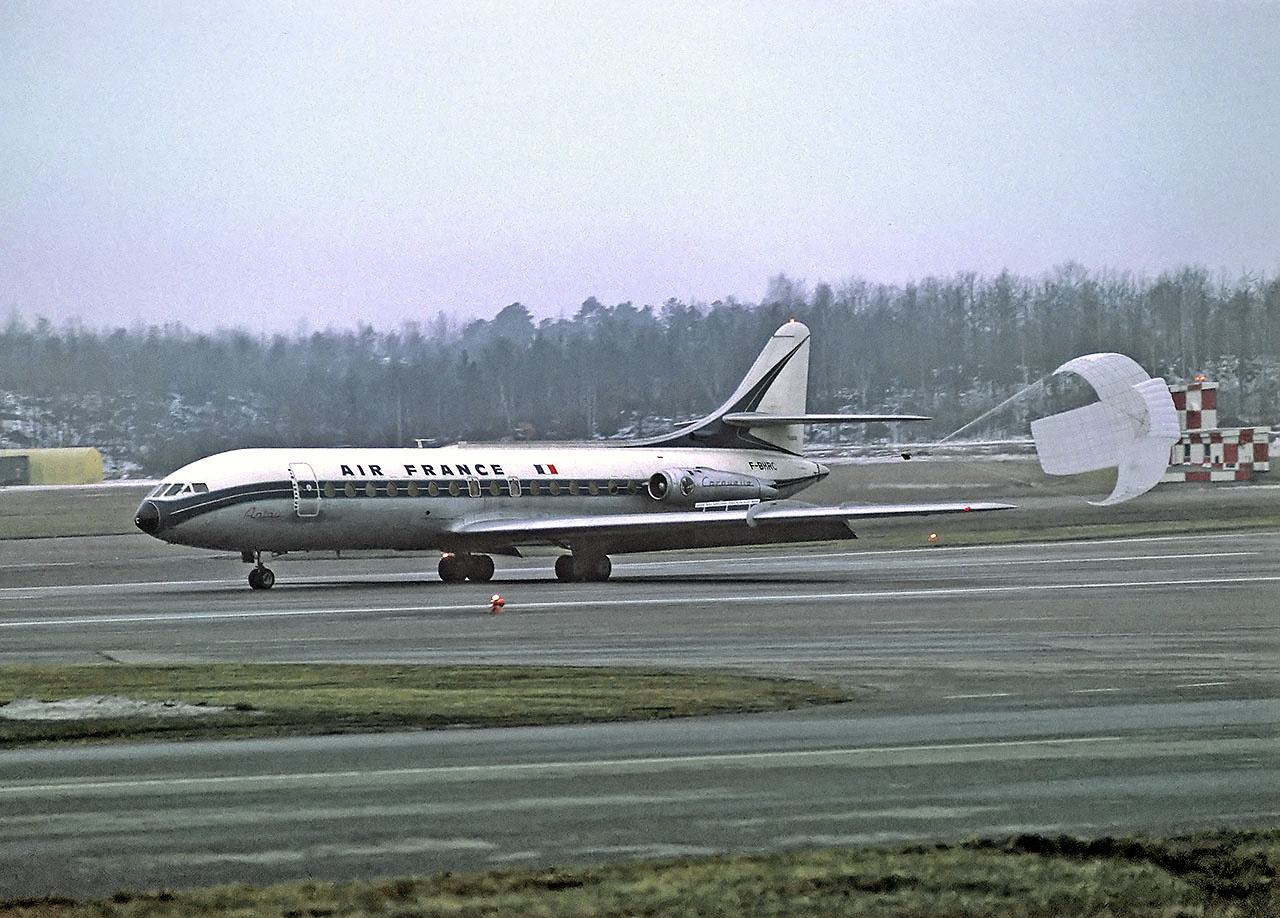
Parachute de freinage d'une Caravelle
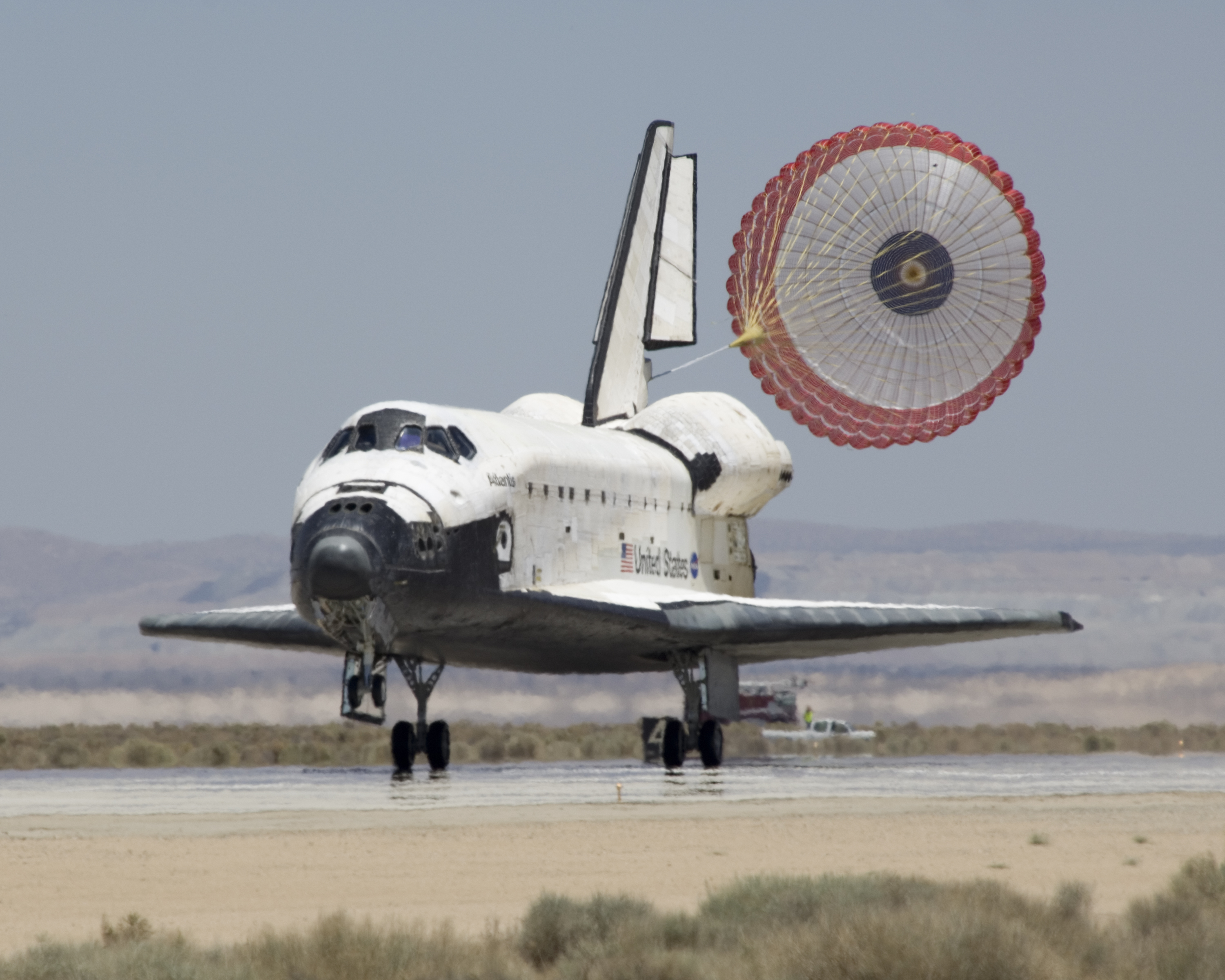
Atterrissage de la navette spatiale Atlantis
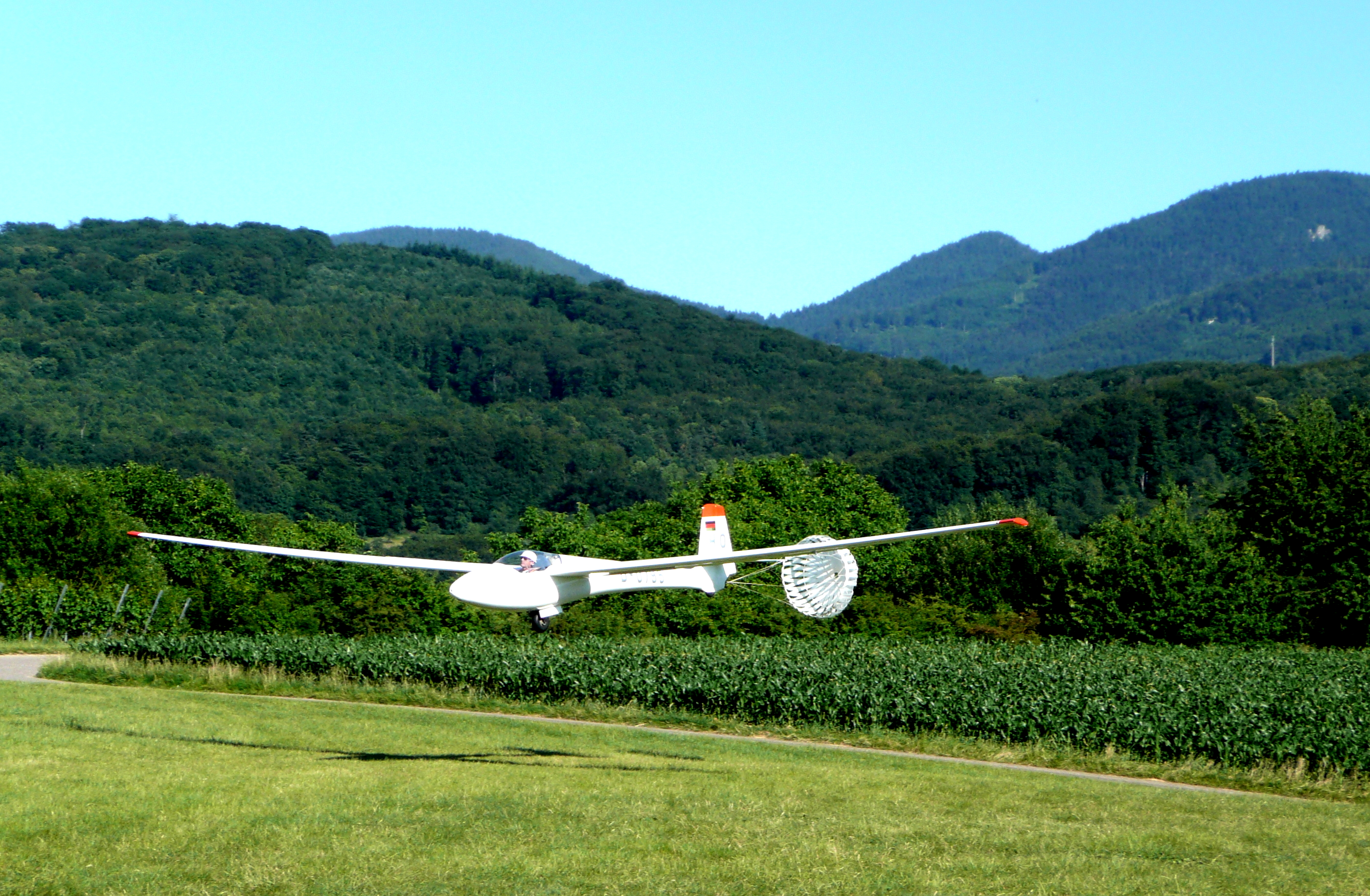
Un planeur H301 Schirm avec son parachute de queue pour l'atterrissage

### La sortie du train
Le train d'atterrissage offre une surface engendrant une importante traînée. Sa sortie entraîne donc une perte de vitesse qui peut être exploitée par le pilote pour ajuster son angle d'approche.

## Principe physique
Un avion vole grâce à une dépression qui se forme sur l'extrados de l'aile (voir aérodynamique). Cette dépression génère une force aérodynamique qui peut être décomposée en deux composantes :
- la portance, perpendiculaire à la direction du mouvement ;
- la traînée, parallèle à la direction du mouvement.

Les aérofreins agissent principalement sur la traînée et ont une action faible voir nulle sur la portance.

### Action sur l'écoulement
Un aérofrein est une plaque orientée de manière oblique ou perpendiculaire à l'écoulement. Il en résulte une augmentation de pression d'un côté de la plaque, mais pas de l'autre (de ce côté, la pression aura même tendance à diminuer, les filets fluides étant décollés de la paroi). Cette pression se traduit en une force aérodynamique sur l'avion dont la composante principale aura même sens que la traînée.

### Mécanique du vol

Schéma simplifié de mécanique du vol

Supposons l'avion à l'équilibre, c'est-à-dire sans accélération. Cette situation correspond à une montée ou une descente à vitesse constante ou à un vol en palier. L'avion est soumis à deux forces équilibrées :
- son poids {\displaystyle {\overrightarrow {P}}}, dirigé verticalement vers le bas
- la force aérodynamique décomposée en portance et traînée {\displaystyle {\overrightarrow {F_{a}}}={\overrightarrow {F_{z}}}+{\overrightarrow {F_{x}}}}
- la force d'avance {\displaystyle {\overrightarrow {T}}} du moteur (si présent), supposée parallèle à l'écoulement de l'air.

Notons {\displaystyle \theta } l'angle que fait l'écoulement relatif par rapport au sol.
Sachant que {\displaystyle F_{x}={\frac {1}{2}}\rho SV^{2}\times C_{x}}, la loi de Newton nous donne donc en projection selon la direction de l'air relatif : {\displaystyle T-F_{x}+P\sin \theta =0} où {\displaystyle F_{x}} ne dépend que de la vitesse {\displaystyle V} et du coefficient de traînée {\displaystyle C_{x}}.

#### Cas d'un changement de taux de descente
Plaçons-nous dans la situation où le pilote veut modifier son altitude sans modifier sa vitesse (cas de l'approche). On suppose la manette des gaz au plein réduit ({\displaystyle T=0}). L'équation d'équilibre se réécrit :
{\displaystyle K\times C_{x}=P\sin \theta }
où {\displaystyle K} est constant.
Si le pilote augmente son taux de descente, il augmente {\displaystyle \theta }. Pour rester à l'équilibre, il faut donc que le coefficient de traînée {\displaystyle C_{x}} augmente, ce qui est réalisé par la sortie des aérofreins.

#### Cas d'un changement de vitesse
Plaçons-nous dans la situation où le pilote veut ralentir son appareil sans modifier son altitude. On a alors {\displaystyle \theta } constant, ce qui permet de réécrire l'équation avec une constante {\displaystyle B} :
{\displaystyle V^{2}C_{x}=B}.
Si {\displaystyle V} diminue, le pilote doit sortir partiellement ses aérofreins pour augmenter {\displaystyle C_{x}} et rester à l'équilibre. Inversement, s'il veut augmenter sa vitesse, il doit les rentrer.

#### Cas particulier des planeurs
Contrairement à un avion, un planeur ne dispose pas de force de propulsion. Leur finesse (pouvant aller jusqu'à 72) a nécessité de les doter de dispositifs de freinage aérodynamique pour leur permettre d'atterrir, dans de bonnes conditions de sécurité, sur des distances relativement courtes (moins de 300 m).
Ce sont généralement des aérofreins d'extrados, pouvant sortir perpendiculairement à la voilure et actionnés par le pilote. Leur extension plus ou moins grande entraîne une importante augmentation de la traînée (due en partie à la traînée induite par une diminution de portance). Pour conserver la vitesse d'approche choisie, la sortie des aérofreins nécessite une variation d'assiette à piquer. Ils permettent de diminuer la finesse jusqu'à une valeur d'environ 7 à la vitesse d'approche finale,,.

### Influence sur la polaire d'Eiffel

Schéma d'une polaire d'Eiffel

La polaire d'Eiffel représente la portance en fonction de la traînée. Lors de la sortie des aérofreins, la traînée augmente fortement. La courbe subit donc une unique translation vers la droite. Sur certains modèles, cette forte augmentation de traînée est accompagnée par une légère diminution de portance.
La finesse est la pente de descente permettant à l'avion de parcourir la plus longue distance par rapport au sol depuis une altitude donnée. Sur la polaire d'Eiffel, c'est la tangente à la courbe, de pente croissante, passant par l'origine. La finesse diminue donc lorsque les aérofreins sont sortis puisque la polaire est translatée vers la droite.
On retrouve le phénomène physique utilisé par le pilote : en sortant les aérofreins, la trainée augmente, il parcourt donc moins de distance pour une même altitude avec les aérofreins sortis. Dans le cas d'un planeur, ce principe permet au pilote de gérer son altitude avant son atterrissage.

## Construction des aérofreins
Les techniques employées varient selon l'appareil, le critère dominant étant les efforts que la structure aura à encaisser.

### Contraintes à encaisser
La sortie des aérofreins augmente fortement la traînée (multiplication par 8 à 10 sur un planeur). Cette violente augmentation d'effort se traduit sur la structure par :
- des contraintes de flexion vers l'arrière sur l'aile ;
- un brusque effort tranchant au niveau de l'emplanture aile-fuselage.

Les efforts auxquels doivent tenir la structure sont encadrés par des normes. Pour les planeurs, la JAR 22 stipule que :
- les aérofreins peuvent être utilisés dans n'importe quelle configuration sous un facteur de charge allant jusqu'à +3,5 g et sous une vitesse pouvant monter jusqu'à la vitesse de calcul (Vd) ;
- la sortie des aérofreins empêche le planeur de dépasser la vitesse à ne pas dépasser (Vne) sur une pente de 30° par rapport à l'horizontale (45° pour les planeurs acrobatiques) ;
- les aérofreins doivent permettre au planeur d'atteindre une finesse inférieure à 7 à 1,3 fois la vitesse de sustentation (Vso).

### Matériau
Le matériau employé pour les aérofreins est souvent le même que pour le reste de la structure[C'est-à-dire ?]. Il faut qu'il soit à la fois léger et résistant aux impacts. On retrouve des structures en nid d'abeille, du métal[évasif]…

### Actionneurs
Il existe principalement deux systèmes d'actionneurs pour aérofreins : les systèmes à tubes et tringlerie pour les petits avions et les planeurs, ou les systèmes électro-hydrauliques pour les avions de chasse et les avions commerciaux.

#### Systèmes à tringlerie
Les aérofreins sont sortis ou rentrés par la force musculaire du pilote. La manette présente dans le cockpit est souvent une tige, reliée à une biellette, qui transmet le mouvement le long du fuselage par câble ou tube. Selon le type d'aérofrein monté sur l'appareil (simple lame, double lame…), le mouvement est ensuite transformé dans l'aile pour permettre une sortie directement liée à la manette du cockpit,.

#### Système électro-hydraulique
Dans ce cas, le circuit de commande est électrique et le circuit de puissance hydraulique. La manette, dans le cockpit, envoie une information au calculateur de l'appareil. Celui-ci peut la comparer avec plusieurs autres données, comme la vitesse, l'altitude ou encore le régime moteur. Puis il transmet la consigne au circuit hydraulique d'injecter ou retirer la quantité d'huile nécessaire pour assurer la bonne position du vérin de sortie, lequel est relié par un système de biellette aux aérofreins.